# UFC Fight Night: Lewis vs. Oleinik
UFC Fight Night: Lewis vs. Oleinik (también conocido como UFC Fight Night 174, UFC on ESPN+ 32 y UFC Vegas 6) fue un evento de artes marciales mixtas producido por Ultimate Fighting Championship el 8 de agosto de 2020 en las instalaciones del UFC Apex en Enterprise, Nevada, parte del área metropolitana de Las Vegas, Estados Unidos.

## Antecedentes
El combate de Peso Pesado entre Derrick Lewis, ex aspirante al título de Campeón de Peso Pesado de la UFC, y Aleksei Oleinik fue el plato fuerte del evento.
El combate de Peso Gallo Femenino entre la ex Campeona de Peso Mosca de la UFC Nicco Montaño y Julia Avila estaba originalmente programado para el evento. Sin embargo, el combate fue reprogramado para UFC Fight Night: Overeem vs. Sakai después de que el entrenador de Montaño, John Wood, diera positivo por COVID-19.
Un combate de Peso Gallo Femenino entre Ketlen Vieira y la ex Campeona de Peso Gallo de Invicta FC y retadora del Campeonato de Peso Pluma Femenino de UFC, Yana Kunitskaya, estaba originalmente programado para una semana antes en UFC Fight Night: Brunson vs. Shahbazyan. Sin embargo, finalmente se trasladó a este evento. Posteriormente, Vieira fue retirada de la tarjeta el 30 de julio por problemas de visa y sustituida por la veterana Julija Stoliarenko, actual Campeona del Peso Gallo de Invicta FC. Se esperaba que Vieira se enfrentara a otro oponente en UFC Fight Night: Waterson vs. Hill el 12 de septiembre.
En este evento se esperaba un combate de Peso Pesado entre Sergei Pavlovich y Ciryl Gane. Sin embargo, Pavlovich se retiró el 15 de julio debido a una antigua lesión de rodilla que requirió cirugía. Fue sustituido por Shamil Abdurakhimov y el combate se trasladó a UFC 253. Gane y Abdurakhimov estaban programados originalmente para UFC 249, pero Gane se vio obligado a retirarse del evento tras sufrir un neumotórax en el entrenamiento. Posteriormente, el combate se reprogramó para UFC 251. Sin embargo, se canceló por segunda vez, ya que Abdurakhimov fue retirado de la tarjeta por razones no reveladas.
Estaba previsto un combate de Peso Pluma entre Steve García y Peter Barrett, pero García se retiró del combate por una razón no revelada el 25 de julio y fue sustituido por Youssef Zalal.
Se esperaba que un par de combates, entre ellos un combate de Peso Paja Femenino entre Nadia Kassem y Miranda Granger, así como un combate de Peso Pluma entre Alex Cáceres y Giga Chikadze, tuvieran lugar en este evento. Sin embargo, no llegaron a celebrarse por razones desconocidas.
En el pesaje, Beneil Dariush y Laureano Staropoli no alcanzaron el peso para sus respectivos combates. Dariush pesó 158 libras, dos libras por encima del límite de Peso Ligero sin título. Staropoli pesó 174.5 libras, tres libras y media por encima del límite de Peso Wélter. Ambos combates se celebraron con un Peso Capturado y se les impuso una multa del 20% de sus bolsas individuales, que fueron a parar a sus oponentes Scott Holtzman y Tim Means (a Means se le concedió una hora adicional para hacer el peso después de haber pesado inicialmente 172.5 libras).

## Premios de bonificación
Los siguientes luchadores recibieron bonificaciones de $50000 dólares.
- Pelea de la Noche: No se concedió ninguna bonificación.
- Actuación de la Noche: Darren Stewart, Kevin Holland, Andrew Sanchez y Gavin Tucker